# Facundo Mura
 (novembre 2020).
Si vous disposez d'ouvrages ou d'articles de référence ou si vous connaissez des sites web de qualité traitant du thème abordé ici, merci de compléter l'article en donnant les références utiles à sa vérifiabilité et en les liant à la section « Notes et références ».
Facundo Mura est un footballeur argentin né le 23 mars 1999 à General Roca. Il évolue au poste de défenseur à l'Estudiantes La Plata.

## Biographie

### En club
En 2013, il rejoint les catégories des jeunes de l'Estudiantes La Plata. Le 10 mars 2019, il joue son premier match avec les seniors, en étant titularisé lors du derby de la ville, le Clásico Platense, contre le club de Gimnasia. Il joue 69 minutes, avant de céder sa place à Juan Ignacio Díaz (en).

### En sélection
Avec l'équipe d'Argentine des moins de 20 ans, il participe au championnat sud-américain des moins de 20 ans en début d'année 2019. Lors de cette compétition, il joue quatre matchs. Il s'illustre en délivrant une passe décisive contre le Paraguay lors du premier match. Les Argentins terminent deuxième du tournoi, derrière l'Équateur. Il participe ensuite quelques mois plus tard à la Coupe du monde des moins de 20 ans organisée en Pologne. Lors du mondial junior, il joue trois matchs. Les Argentins s'inclinent en huitièmes de finale face au Mali, après une séance de tirs au but.

## Palmarès
- Deuxième du championnat de la CONMEBOL en 2019 avec l'équipe d'Argentine des moins de 20 ans